# Talorchestia pollicifera
Talorchestia pollicifera is een vlokreeftensoort uit de familie van de Talitridae. De wetenschappelijke naam van de soort is voor het eerst geldig gepubliceerd in 1855 door Stimpson.